# 見ればなっとく!
『見ればなっとく!』（みればなっとく!）は、1997年10月14日から1999年9月16日まで一部のTBS系列局で放送された情報番組である。
1982年から15年間続いた『そこが知りたい』の後番組として開始された。前番組のスタイルを踏襲したドキュメントバラエティであった。木曜移動後の末期は「家族のモンダイ」をテーマにしていた。
本番組が放送された時間帯は前番組『そこが知りたい』から続くローカルセールス枠であり、同時ネットする放送局、時差ネットあるいは未放送の放送局があった。

## 放送時間
- 1997年10月14日 - 1999年3月9日
  - 毎週火曜20:00 ‐20:54（JST）
- 1999年4月15日 - 9月16日
  - 毎週木曜19:00 ‐19:54（JST）

## 出演者
司会
- 峰竜太
- 進藤晶子（当時TBSアナウンサー）

| TBS 火曜20時台                                                   | TBS 火曜20時台                                                    | TBS 火曜20時台                                             |
| 前番組                                                           | 番組名                                                            | 次番組                                                     |
| ---------------------------------------------------------------- | ----------------------------------------------------------------- | ---------------------------------------------------------- |
| そこが知りたい                                                   | 見ればなっとく! （1997年10月 - 1999年3月） 【ここまでローカル枠】 | 学校へ行こう! 【木曜19時台から移動、これより全国ネット枠】 |
| TBS 木曜19時台                                                   |                                                                   |                                                            |
| 学校へ行こう! 【火曜20時台へ移動して継続、ここまで全国ネット枠】 | 見ればなっとく! （1999年4月 - 1999年9月） 【これよりローカル枠】  | 回復!スパスパ人間学!                                       |